# Stictorhinus
Stictorhinus is een monotypisch geslacht van straalvinnige vissen uit de familie van de slangalen (Ophichthidae).

## Soort
- Stictorhinus potamius Böhlke & McCosker, 1975